# Joaquim Togores Fàbregues
Joaquim Togores Fàbregues (Palma, 24 de setembre de 1835 - San Antonio Abad (Cartagena), 12 de desembre de 1904) fou un militar i polític mallorquí, diputat a les Corts espanyoles durant la restauració borbònica.

## Biografia
En 1855 va ingressar com a alumne a l'Escola Naval Militar i formà part del cos d'enginyers de l'Armada Espanyola. En 1858 fou ascendit a alferes de navili i en 1861 a tinent de navili, any en què fou destinat com a comandant de la posta de les Filipines. El 1866 fou ascendit a capità de fragata i va tornar a Espanya. En 1870 va ascendir a Enginyer Inspector de Segona Classe i va acompanyar l'expedició espanyola que va anar a oferir-li la corona a Amadeu I d'Espanya. En 1873 va ser nomenat representant d'Espanya en la Conferència Internacional de Constantinoble.
Fou agregat naval a França (1874), va intervenir en l'Exposició Universal de Viena de 1873 i fou jurat d'Espanya en l'Exposició Universal de París de 1878. Fou elegit diputat per Palma pel Partit Conservador a les eleccions generals espanyoles de 1879.
L'abril del 1884 fou ascendit a Enginyer Inspector de Primera Classe i fou elegit diputat per Cartagena a les eleccions generals espanyoles de 1884. En 1886 fou nomenat Comandant d'Enginyers al Departament Marítim de Cartagena. De 1886 a 1889 fou president de la Cambra de Comerç de Cartagena.
Va morir el 12 de desembre de 1904 a San Antonio Abad (Cartagena), on s'hi havia establit.